# 仁安 (日本)
仁安（1166年9月23日~1169年5月6日）是日本的年號。這個時代的天皇是六條天皇與高倉天皇，並由後白河法皇開設院政。武家首領是時任內大臣與太政大臣的平清盛。

## 改元
- 永萬二年八月二十七日（西元1166年9月23日） 改元仁安。
- 仁安四年四月八日（西元1169年5月6日） 改元嘉應。

## 出處
《毛詩正義·周頌·昊天有成命》：「行其寬仁安靜之政以定天下。」。

## 紀年、西曆、干支對照表
| 仁安       | 元年   | 二年   | 三年   | 四年   |
| 儒略曆日期 | 1166年 | 1167年 | 1168年 | 1169年 |
| 干支       | 丙戌   | 丁亥   | 戊子   | 己丑   |